# 圣弥纳主教座堂 (伊拉克利翁)
圣弥纳主教座堂（英语：Agios Minas Cathedral）是一个希腊正教会主教座堂，位于希腊伊拉克利翁，为君士坦丁堡普世牧首区的克里特岛总教区的总部。它建于1862-1895年之间，在1866–1869年克里特岛革命期间曾经中断。它是希腊最大的教堂之一，可容纳8,000人。

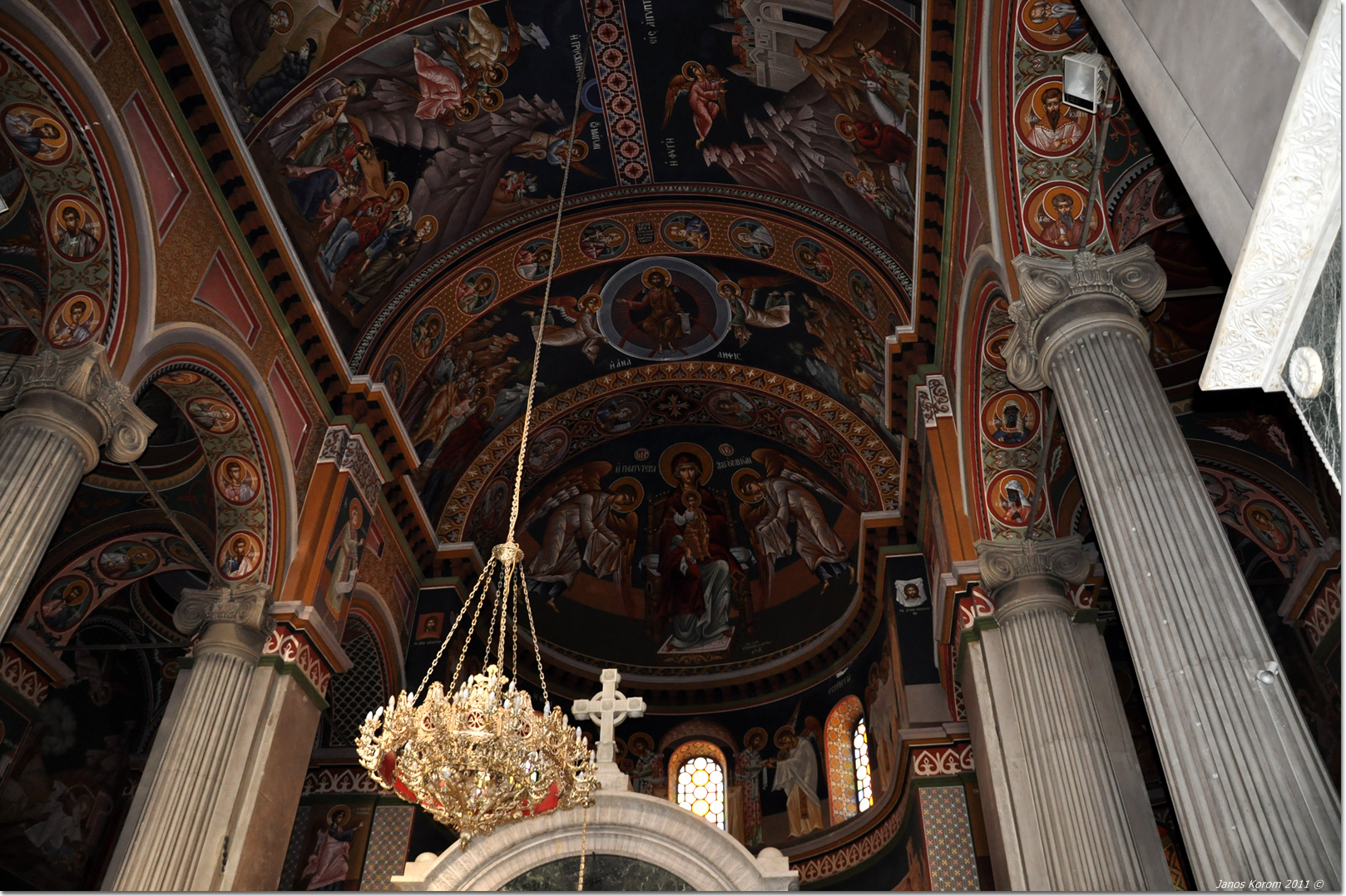
内部